# Masbate (Insel)
Masbate ist eine Insel zwischen der Sibuyan-See im Westen und der Visayas-See im Süden; sie ist eine der drei Hauptinseln der gleichnamigen philippinischen Provinz Masbate.
Auf einer Fläche von 3296 km² lebten zur letzten Volkszählung (2000) 435.200 Einwohner.
In die Insel ragt von Süden der Golf von Asid, in dem die Inseln Chico-, Naro- und Peña Island liegen. Im Nordosten befindet sich die San-Bernardino-Straße, im Südwesten der Jintotolo-Kanal und dahinter die Insel Panay.
Im Nordosten liegt die kleinere Nachbarinsel Ticao, im Nordwesten Burias und im Osten Samar.
Größte Stadt mit mehr als 80.000 Einwohnern ist Masbate City an der Ostküste.
Im Nordosten – bei Aroroy – befindet sich die derzeit größte Goldmine des Landes, die 1980–1994 von der Firma Atlas betrieben wurde und seit 2007 von dem australischen Unternehmen CGA Mining indirekt kontrolliert wird. In der Mine wurden 2009 150.000 Unzen Gold gefördert. 2012 wurde CGA Mining durch das australische Unternehmen B2Gold übernommen. Auch 2016 wurden  157.591 Unzen Gold gefördert und die Förderung 2017 liegt nur wenig darunter.